# Himilcon Phaméas
Pour les articles homonymes, voir Himilcon (homonymie).
Himilcon Phaméas ou Hamilcar Phaméas est un général de cavalerie carthaginois du IIe siècle avant notre ère. 
Il est appelé différemment par Appien et Polybe. Il est reconnu comme brave par Tite-Live et vigoureux par Polybe. 
Lors de la troisième guerre punique, il se signale par sa brillante intrépidité, causant de grands dommages aux Romains qui assiégent Carthage, en les harcelant sans cesse, en détruisant leurs travaux. Il empêche Manlius de s'emparer de Néphris, puis, à la suite d'une entrevue avec Scipion, il trahit les Carthaginois, passe avec ses troupes du côté des Romains et contribue à la destruction de Carthage (147 av. J.-C.). Scipion Émilien l'emmene avec lui à Rome, où il reçoit du sénat la récompense de sa trahison.